# Een schoon gedicht opten name Jesus
Een schoon gedicht opten name Jesus is een gedicht van de Brusselse stadsdichter Jan Smeken en is te vinden in de Refereinenbundel uit 1524 van Jan van Stijevoort.

## Beschrijving
Het gedicht beschrijft Jezus en telt drieënvijftig regels, onderverdeeld in zeven strofen. De eerste zes strofen vormen samen een acrostichon JHESVS. Elk woord van die strofen begint met eenzelfde letter. Zo begint bijvoorbeeld elk woord in de eerste strofe met de letter J, elk woord in de tweede met de letter H, enzoverder. Ook in de zevende en laatste strofe is een acrostichon te vinden. De beginletters van de eerste twee regels vormen het acrostichon JAN SMEKEN. Alliteraties en assonanties zijn heel belangrijk in dit gedicht. Dit wekt de indruk dat de vorm belangrijker is dan de inhoud. Smeken maakt veel gebruik van de overtreffende trap en van gezocht taalgebruik om de vorm te doen kloppen. Het rijmschema is ABABBCBC, met als enige uitzondering de laatste strofe: ABABB. Smeken gebruikt zowel mannelijk als vrouwelijk rijm. In het handschrift wordt het expliciet aangeduid als 'een schoon gedicht', wat doet vermoeden dat dergelijke gekunstelde poëzie gewaardeerd werd in de zestiende eeuw.